# ESPRESSO
 (mai 2018).
Echelle Spectrograph for Rocky Exoplanet- and Stable Spectroscopic Observations

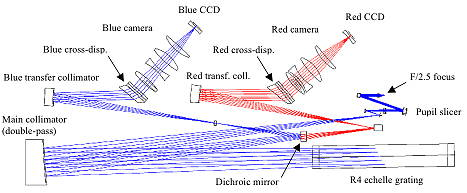
Principe de fonctionnement d'ESPRESSO, au stade de la revue de définition préliminaire.

ESPRESSO, de son nom complet Echelle Spectrograph for Rocky Exoplanet- and Stable Spectroscopic Observations, soit en français « Spectrographe échelle pour l'observation de planètes rocheuses et des observations spectroscopiques stables », est un spectrographe échelle de troisième génération à dispersion croisée, à haute résolution (R = 140 000) et alimenté par fibres, couvrant le domaine visible du spectre (de 380 à 780 nanomètres), installé au Très Grand Télescope (VLT) de l'Observatoire européen austral (ESO). 
ESPRESSO est le successeur d'une série de spectrographes échelle, qui incluent CORAVEL, ELODIE, CORALIE et HARPS. Il mesure les variations dans le spectre électromagnétique avec une grande précision, et sert à la détection d'exoplanètes similaires à la Terre par leur taille et leur composition. Ainsi, la Terre cause une variation de la vitesse radiale du Soleil de 9 cm/s : cette oscillation gravitationnelle entraîne des modifications infimes de la couleur de notre étoile, invisibles à l'œil nu mais détectables par cet instrument. Il est situé dans le laboratoire Coudé du VLT, éloigné de 70 mètres, où la lumière des quatre télescopes principaux est recombinée.

## Caractéristiques
Ses principales caractéristiques sont sa stabilité spectroscopique et sa précision extrême en vitesses radiales. Grâce à cette très grande précision spectroscopique, ESPRESSO devrait permettre de détecter des planètes de la masse de la Terre dans la zone habitable d'étoiles comme le Soleil. En effet, la Terre induit une variation de vitesse radiale du Soleil de 9 centimètres par seconde, alors que la précision visée pour ESPRESSO est de mieux que 10 centimètres par seconde. ESPRESSO est construit sur les bases du High Accuracy Radial velocity Planet Searcher (« Chercheur de planètes par vitesses radiales de grande précision », HARPS) installé sur le télescope de 3,6 mètres de l'ESO à l'observatoire de La Silla. ESPRESSO bénéficiera non seulement de la surface collectrice bien plus grande des quatre télescopes de 8,2 mètres du VLT, mais aussi d'améliorations dans la stabilité et la précision de son étalonnage (par exemple, peigne de fréquences laser).
L'exigence est d'avoir une précision de 10 centimètres par seconde, mais l'objectif est d'atteindre quelques centimètres par seconde. Ceci correspond à un grand bond en comparaison des spectrographes actuels : HARPS, l'instrument le plus performant actuellement, atteint une précision de l'ordre du mètre par seconde pour une précision effective de l'ordre de 30 centimètres par seconde. ESPRESSO devrait largement dépasser cette capacité et rendre possible la détection de planètes analogues à la Terre depuis le sol. L'installation et le commissioning d'ESPRESSO au VLT ont lieu à l'automne 2017. La première lumière sur le ciel a eu lieu le 27 novembre 2017.
L'instrument pourra fonctionner en mode 1 UT (c'est-à-dire en n'utilisant qu'un des quatre télescopes) et en mode 4 UT (en utilisant les quatre télescopes). En mode 4 UT, dans lequel les quatre télescopes de 8 mètres seront connectés de façon incohérente pour former l'équivalent d'un télescope ayant un miroir de 16 mètres, le spectrographe pourra observer des cibles très peu brillantes,,.
Le coût du spectrographe s'élève au total à 23 millions d'euros.

## Historique
Tout le travail de design fut terminé en avril 2013 et suivi par la phase de construction. ESPRESSO fut testé le 3 juin 2016,,. Le 25 septembre de la même année, la lumière d'un des télescopes unitaires du Très Grand Télescope (VLT) de l'ESO a été acheminée pour la première fois sur 60 mètres le long d'un tunnel menant à un nouveau foyer dans le laboratoire souterrain situé sous la plateforme du VLT où ESPRESSO résidera. Plusieurs objets furent alors observés, dont l'étoile 60 Sagittarii A (en),. ESPRESSO fut ensuite envoyé au Chili, installé et, finalement, il vit sa première lumière le 27 novembre 2017.,

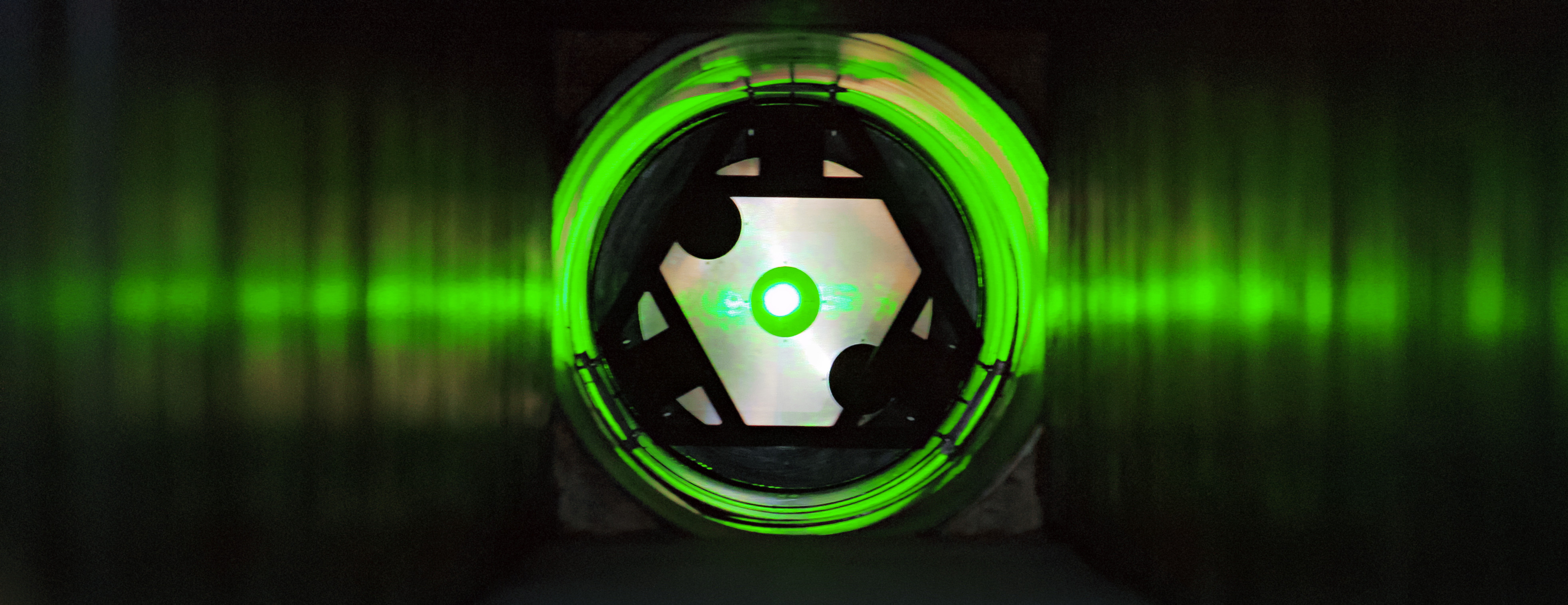
Pour la première fois en octobre 2016, la lumière d'une étoile provenant de l'un des télescopes unitaires du Très Grand Télescope (VLT) de l'ESO a été canalisée avec succès sur 60 mètres le long d'un tunnel menant à un nouveau foyer dans le laboratoire souterrain sous la plate-forme du VLT où ESPRESSO résidera. Ici, le tunnel est vu pendant un test d'alignement avec de la lumière laser verte réfléchie par une surface de référence à 60 mètres.
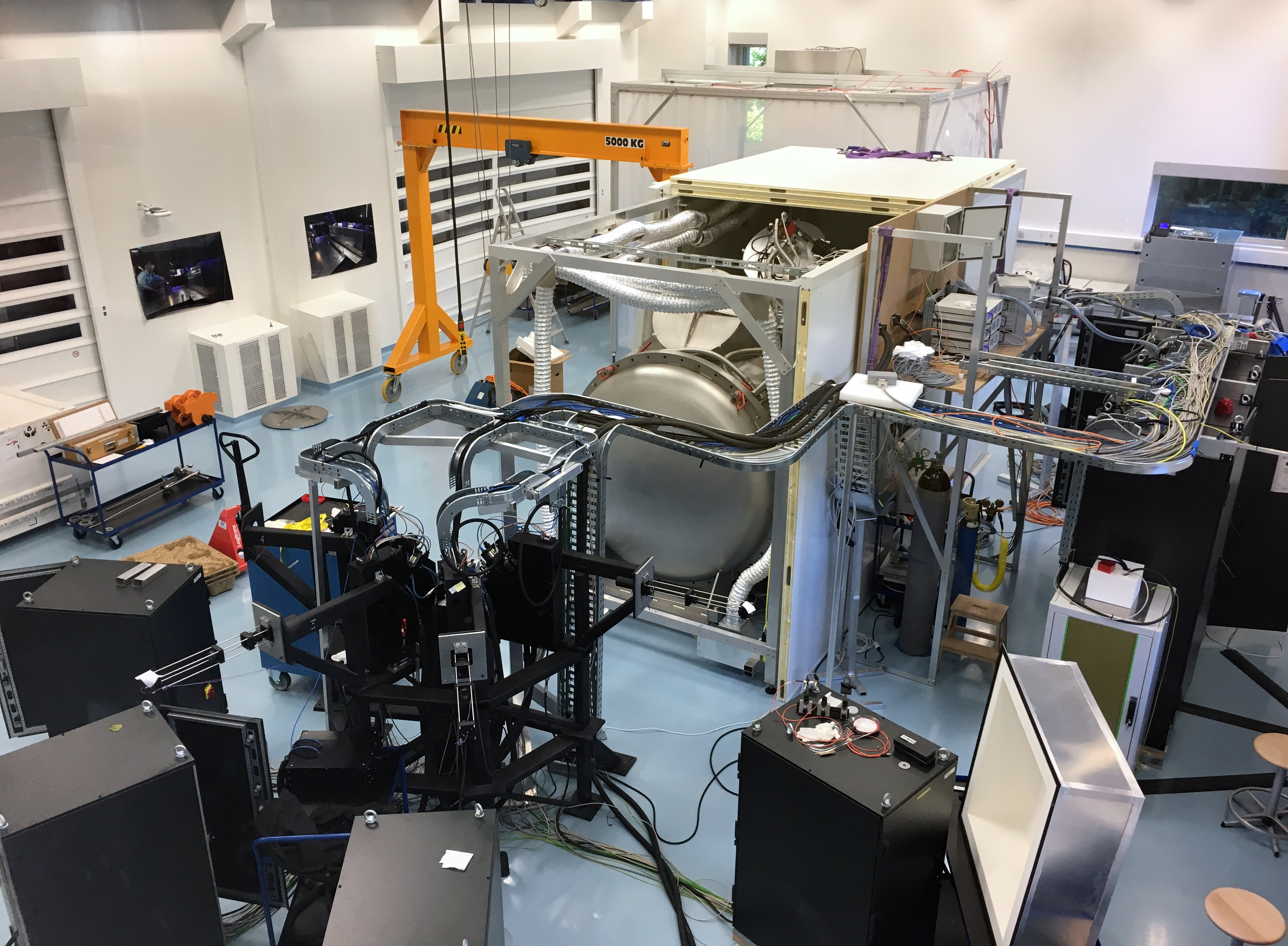
ESPRESSO lors de son intégration et vérification dans la salle blanche de l'Observatoire de Genève en août 2017.
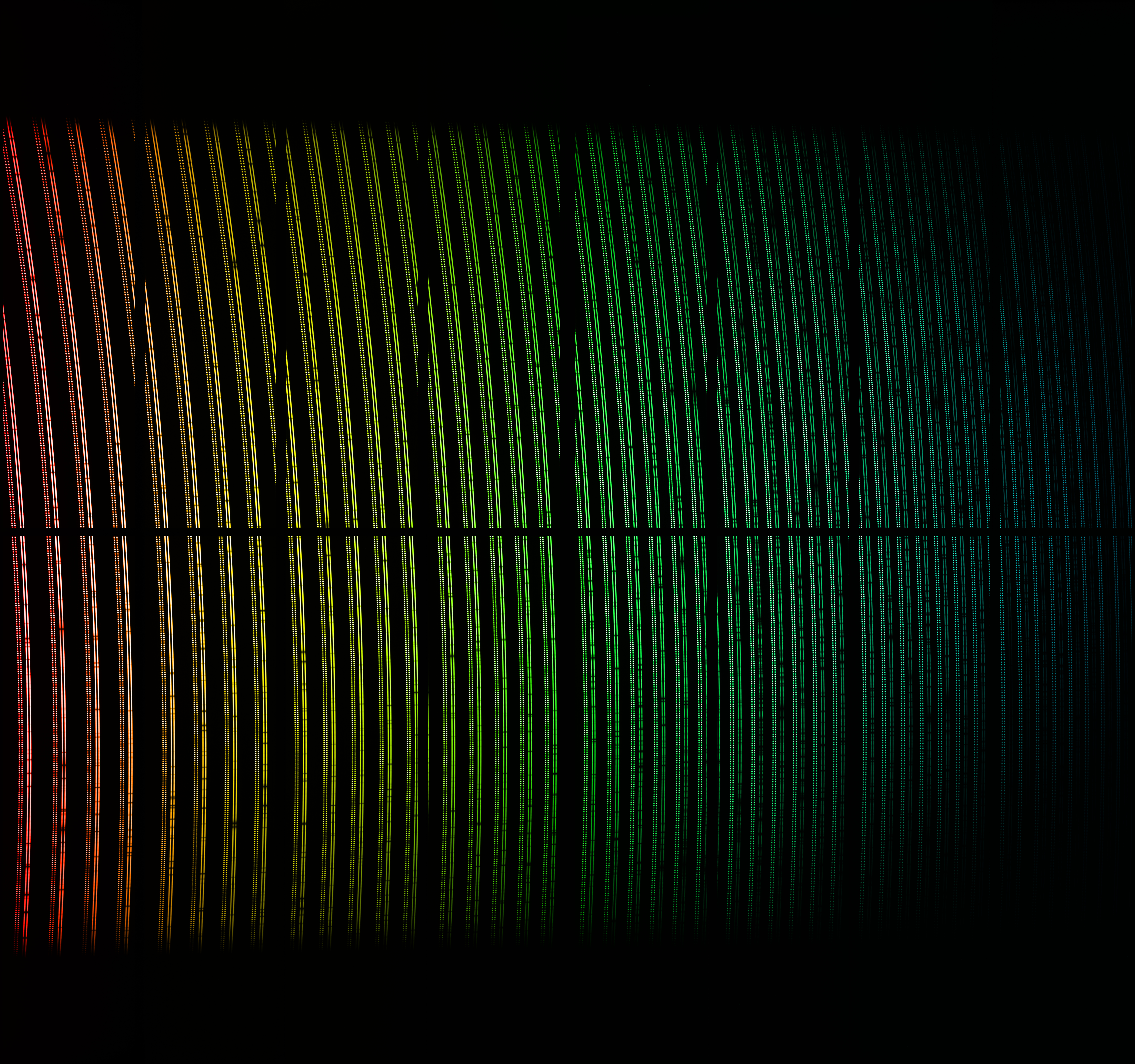
Spectre de la première lumière d'ESPRESSO. Cette vue a été colorisée pour indiquer comment les longueurs d'onde changent à travers l'image, mais ce ne sont réellement pas les couleurs qui seraient vues visuellement. De nombreuses lignes spectrales sombres sont visibles dans le spectre stellaire, ainsi que les doubles points réguliers d'une source de lumière d'étalonnage. Les bandes noires sont dues à la façon dont les données sont prises et ne sont pas réelles.
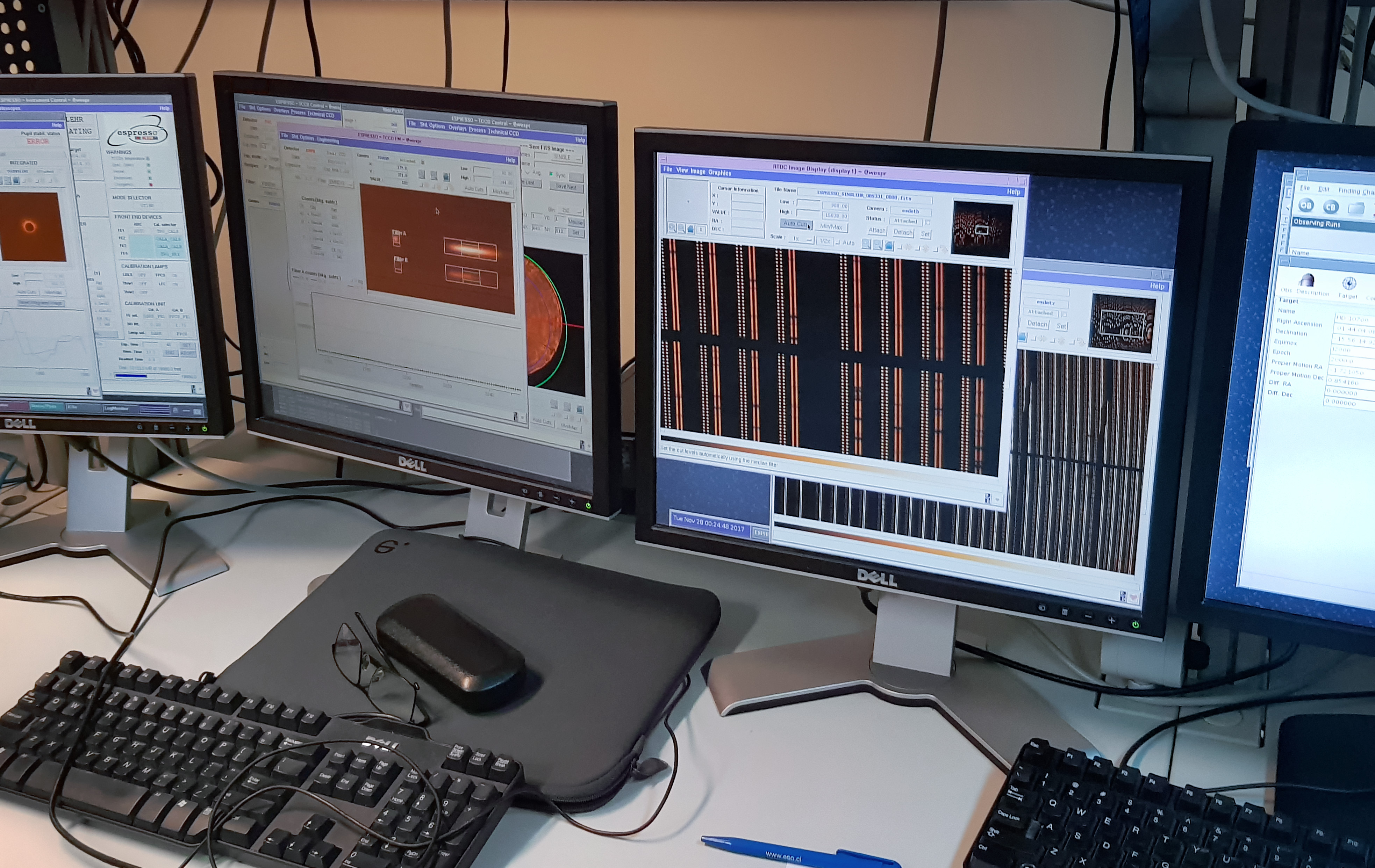
Premier spectre brut (non traité) obtenu par ESPRESSO : celui de l'étoile Tau Ceti.

## Structure

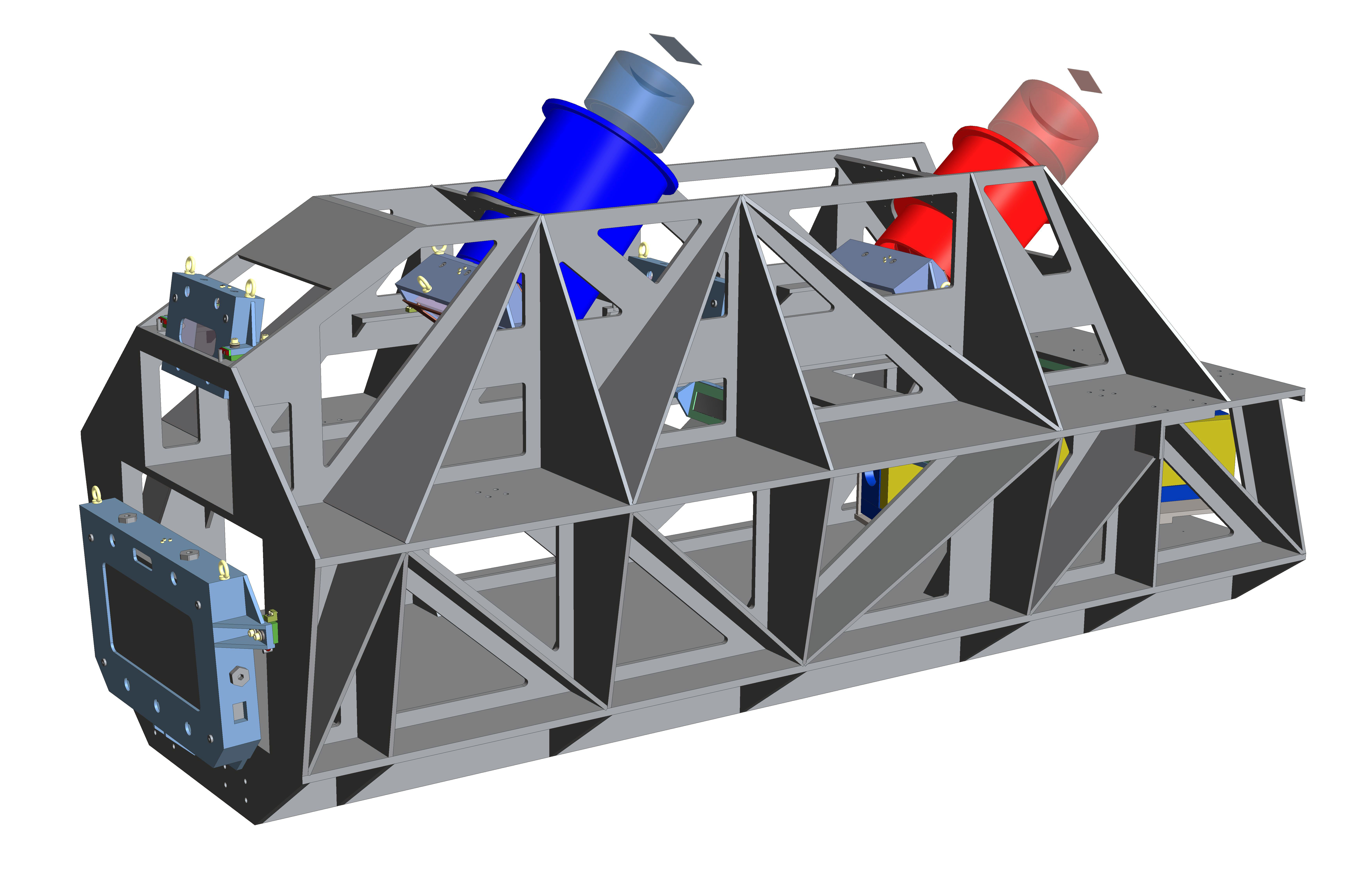
Rendu d'ingénierie des principaux composants mécaniques et optiques d'ESPRESSO. L'instrument est monté à l'intérieur d'une cuve à vide qui est à son tour à l'intérieur de deux enceintes d'isolation thermique pour le protéger des perturbations extérieures. Les extensions du haut de l'instrument sont des parties des deux caméras de l'instrument, une pour chacune des parties rouge et bleue du spectre.
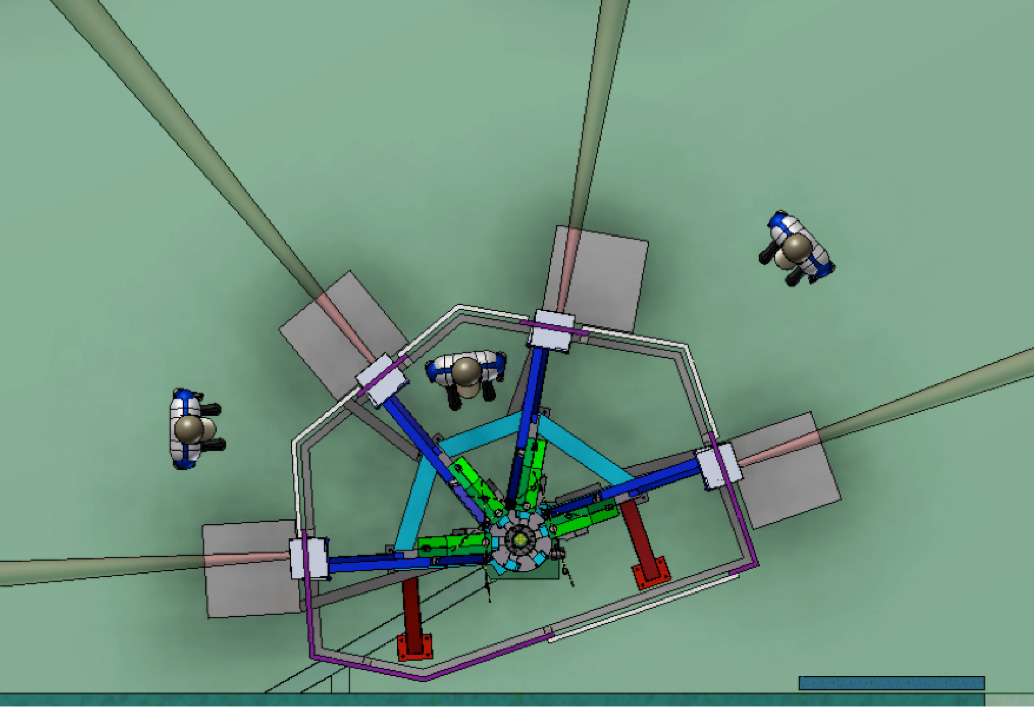
Rendu d'ingénierie des quatre unités d'entrée d'ESPRESSO montrant comment les faisceaux provenant des quatre télescopes pénètrent dans l'instrument avant d'être envoyés au spectrographe principal.

### Réseau de diffraction

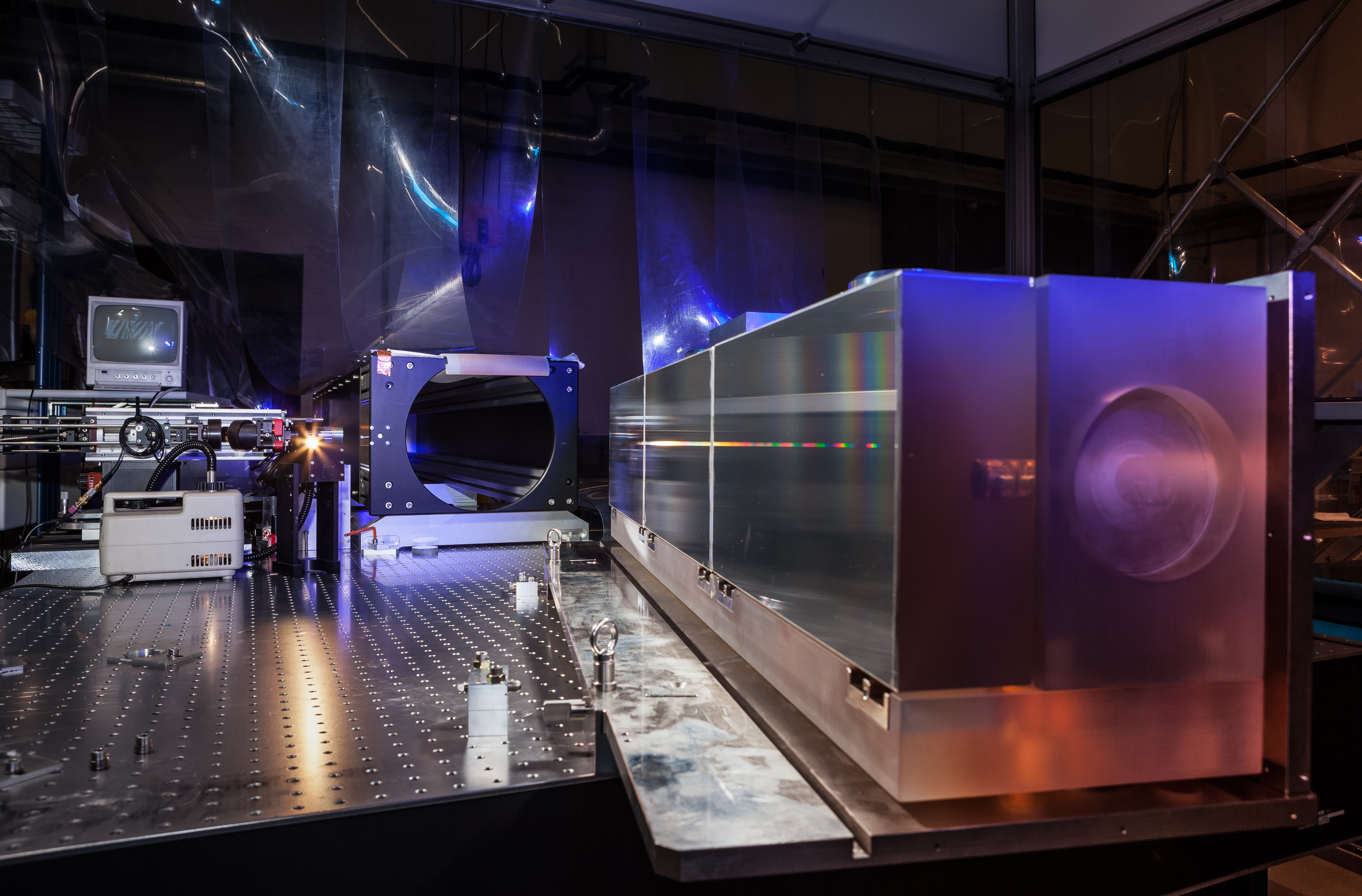
Le réseau de diffraction au cœur d'ESPRESSO dans la salle blanche du quartier général de l'ESO à Garching bei München, en Allemagne.

### Autres photos

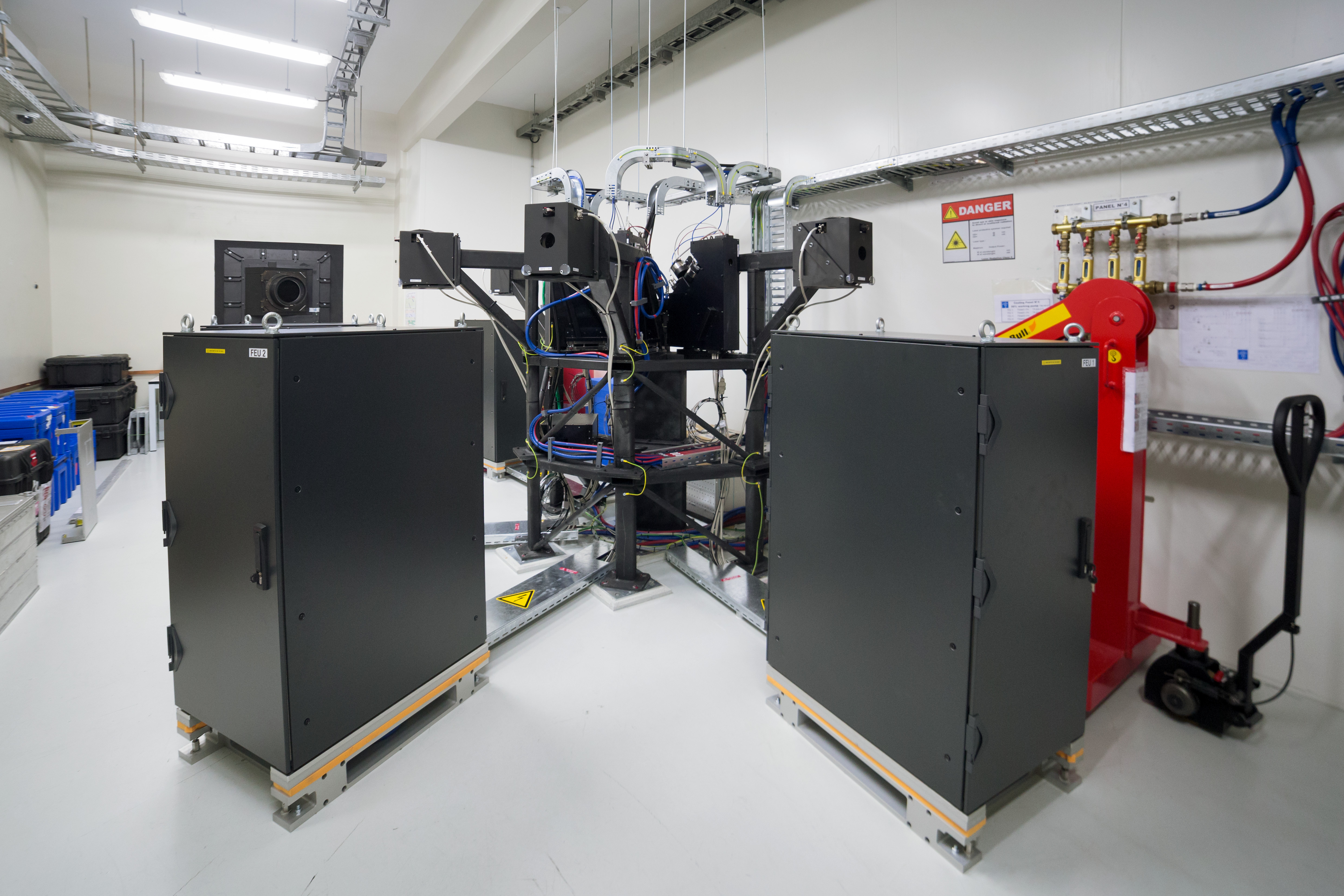
Pièce où les faisceaux lumineux en provenance des quatre télescopes unitaires du VLT sont rassemblés et introduits dans des fibres, qui a leur tour délivrent la lumière au spectrographe lui-même, ce dernier situé dans une autre pièce. Un des points où la lumière entre dans la pièce est visible à l'arrière de la photo.
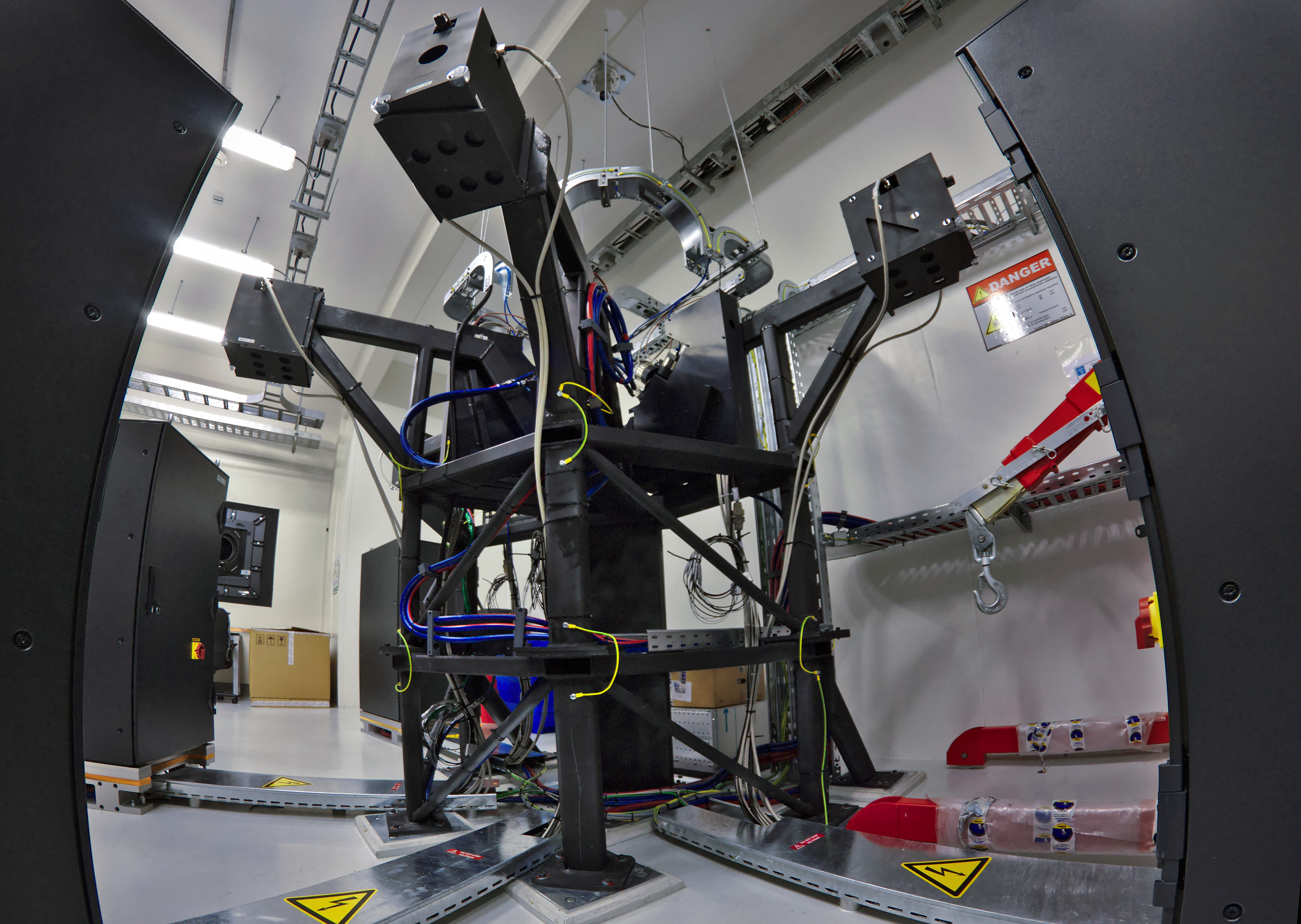
Unités d'entrée où les faisceaux lumineux en provenance des quatre télescopes unitaires du VLT sont rassemblés et introduits dans des fibres, qui a leur tour délivrent la lumière au spectrographe lui-même, ce dernier étant situé dans une autre pièce.
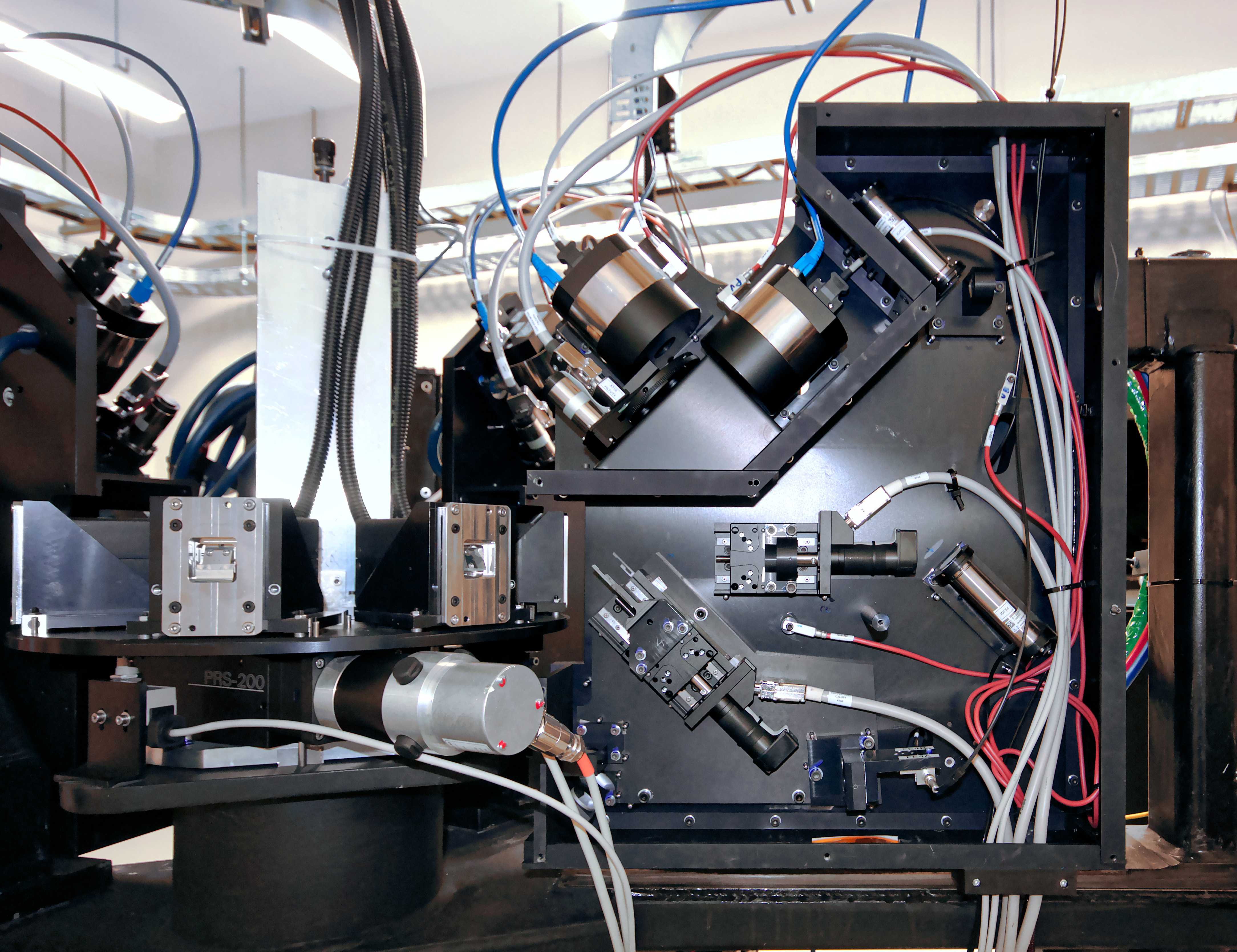
Intérieur de l'un des unités d'entrée d'ESPRESSO, où sont situés tous les composants actifs.
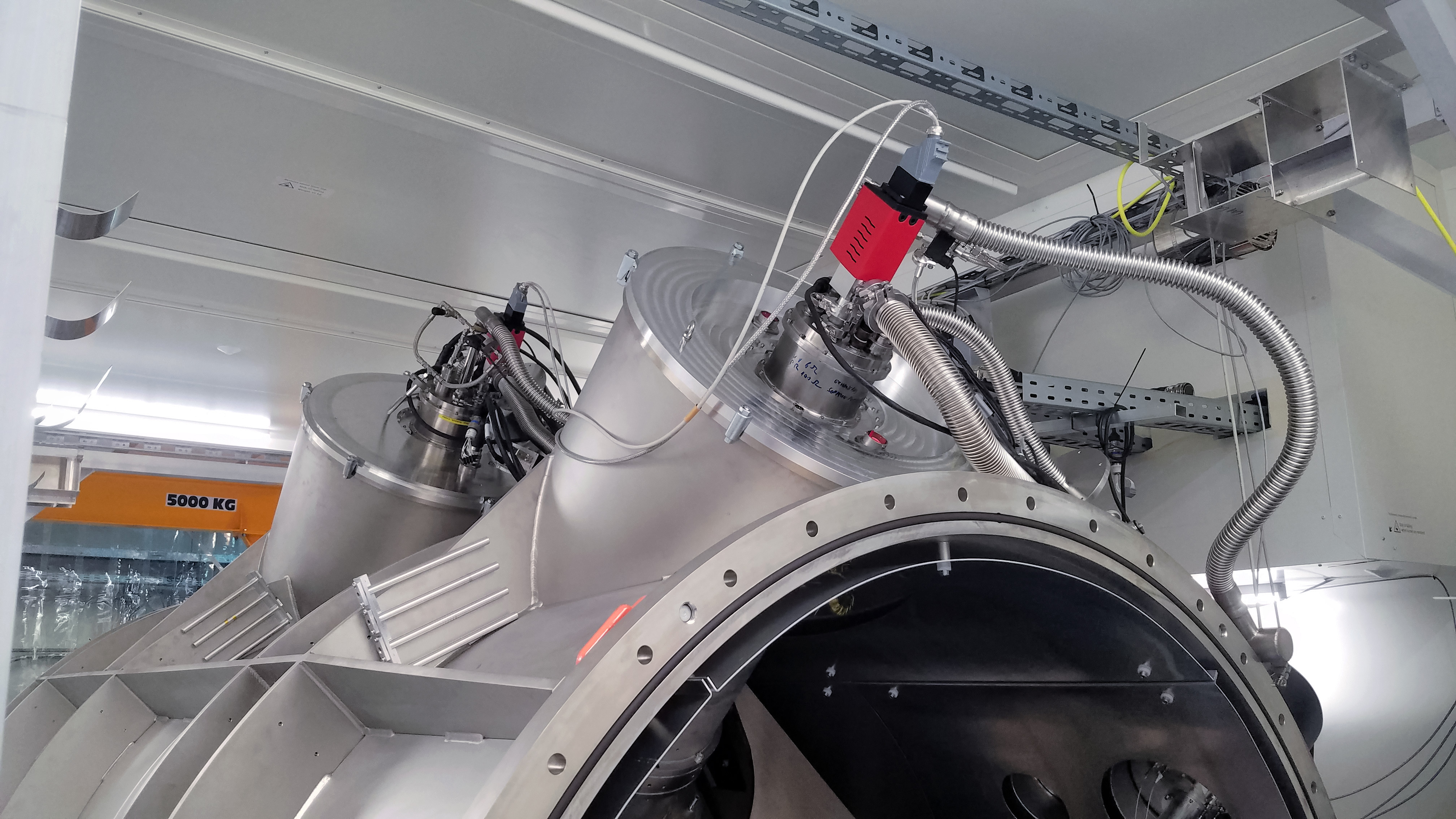
Cuve à vide où se trouve ESPRESSO.
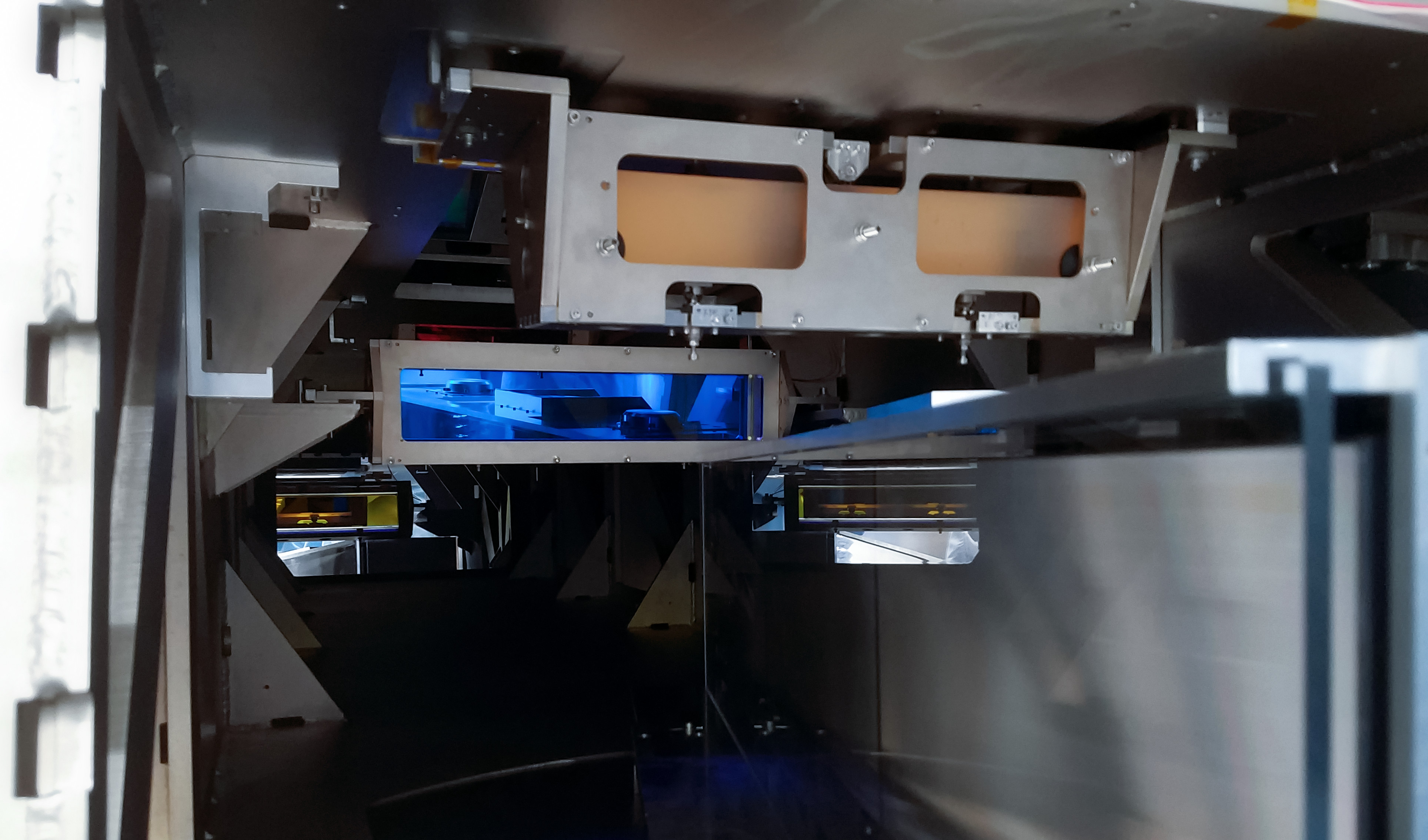
Intérieur de la cuve à vide. Sur la droite se trouve le réseau échelle et au centre en bleu est le filtre dichroïque, qui sépare la lumière en une partie « rouge » et une partie « bleue » dans deux directions distinctes.

## Sensibilité
Par exemple, pour une étoile de type spectral G2V (comme le Soleil), ESPRESSO devrait permettre de détecter :
- des planètes rocheuses autour d'étoiles aussi faibles que V ~ 9 en mode 1 UT ;
- des planètes de la masse de Neptune autour d'étoiles aussi faibles que V ~ 12 en mode 4-UT ;

En comparaison, l'instrument CODEX, qui devrait être installé sur l'E-ELT vers 2025, devrait permettre de détecter des planètes comme la Terre autour d'étoiles aussi faibles que V ~ 9.

### Pages institutionnelles
- ESPRESSO, a VLT project, Observatoire de Genève / consortium ESPRESSO.
- ESPRESSO: Echelle SPectrograph for Rocky Exoplanet and Stable Spectroscopic Observations, Observatoire européen austral.
- (en) « ESPRESSO - Echelle SPectrograph for Rocky Exoplanet and Stable Spectroscopic Observations », sur Observatoire européen austral (consulté le 15 mai 2023)

### Articles scientifiques
- [Pepe et al. 2014] F. Pepe, P. Molaro, S. Cristiani, R. Rebolo, N. C. Santos, H. Dekker, D. Mégevand, F. M. Zerbi, A. Cabral, P. Di Marcantonio, M. Abreu, M. Affolter, M. Aliverti, C. Allende Prieto, M. Amate, G. Avila, V. Baldini, P. Bristow, C. Broeg, R. Cirami, J. Coelho, P. Conconi, I. Coretti, G. Cupani, V. D'Odorico, V. De Caprio, B. Delabre, R. Dorn, P. Figueira, A. Fragoso, S. Galeotta, L. Genolet, R. Gomes, J. I. González Hernández, I. Hughes, O. Iwert, F. Kerber, M. Landoni, J.-L. Lizon, C. Lovis, C. Maire, M. Mannetta, C. Martins, M. Monteiro, A. Oliveira, E. Poretti, J. L. Rasilla, M. Riva, S. Santana Tschudi, P. Santos, D. Sosnowska, S. Sousa, P. Spanó, F. Tenegi, G. Toso, E. Vanzella, M. Viel et M. R. Zapatero Osorio, « ESPRESSO: The next European exoplanet hunter », Astronomische Nachrichten, vol. 335, no 1,‎ janvier 2014, p. 8-20 (DOI 10.1002/asna.201312004, Bibcode 2014arXiv1401.5918P, arXiv 1401.5918, lire en ligne).
- [Cupani et al. 2018a] (en) Guido Cupani, Giorgio Calderone, Stefano Cristiani, Valentina D'Odorico et Giuliano Taffoni, « From ESPRESSO to the future -- Analysis of QSO spectra with the Astrocook package », arXiv,‎ 13 août 2018 (arXiv 1808.04257, lire en ligne)

- [Cupani et al. 2018b] (en) Guido Cupani, Valentina D'Odorico, Stefano Cristiani, Jonay I. González-Hernández, Christophe Lovis, Sérgio Sousa, Paolo Di Marcantonio et Denis Mégevand, « Field tests for the ESPRESSO data analysis software », arXiv,‎ 13 août 2018 (arXiv 1808.04249, lire en ligne)

- [Cupani et al. 2018c] (en) Guido Cupani, Valentina D'Odorico, Stefano Cristiani, Jonay González-Hernández, Christophe Lovis, Sérgio Sousa, Eros Vanzella, Paolo Di Marcantonio et Denis Mégevand, « Data Analysis for Precision Spectroscopy: the ESPRESSO Case », arXiv,‎ 13 août 2018 (arXiv 1808.04214, lire en ligne)

### Communiqués de prese institutionnels
- [ESO 2017] Observatoire européen austral (ESO), « Première lumière pour ESPRESSO – le chasseur d’exoplanètes de nouvelle génération », Communiqué de presse institutionnel, no eso1739fr,‎ 6 décembre 2017 (lire en ligne)

### Vidéos
- [RTS 2017] Radio télévision suisse, « Bijou technologique suisse », 19h30,‎ 6 septembre 2017 (lire en ligne)